# Монтегю, Эдвард, 3-й граф Сэндвич
Эдвард Монтегю, 3-й граф Сэндвич (англ. Edward Montagu, 3th Earl of Sandwich; 10 апреля 1670 — 20 октября 1729) — британский дворянин и придворный. Он носил титул учтивости — виконт Хинчингбрук с 1672 по 1688 год.

## Биография
Родился 10 апреля 1670 года в Берлингтон-хаусе в Лондоне. Старший сын Эдварда Монтегю, 2-го графа Сэндвича (1647—1688), и леди Энн Бойл (? — 1671), дочери Ричарда Бойла, 2-го графа Корка. Он получил образование в Итонском колледже и Тринити-колледже Кембриджского университета.
29 ноября 1688 года после смерти своего отца Эдвард Монтегю унаследовал титулы 3-го графа Сэндвича (Пэрство Англии), 3-го виконта Хинчингбрука в графстве Хантингдоншир (Пэрство Англии), и 3-го барона Монтегю из Сент-Неотса в графстве Хантингдоншир (Пэрство Англии), став членом Палаты лордов.
После вступления на престол королевы Анны лорд Сэндвич был назначен шталмейстером её мужа, принца Георга Датского, несмотря на сильные возражения королевской фаворитки Сары Черчилль, которая хотела, чтобы эта должность была у одного из ее родственников.
Современники в целом считали графа Сэндвича сумасшедшим: его жена, насколько это было возможно, держала его «в строгом заключении» в Хинчинбруке и доверила управление семейными поместьями своему сыну, как только он стал достаточно взрослым, чтобы взять на себя управление. Начиная с 1704 года королева подвергалась сильному давлению с требованием уволить его с должности шталмейстера. Она следовала своей частой политике выжидания, написав, что, по ее мнению, «он не так болен, как о нем говорят». Однако в 1705 году психическое заболевание Сэндвича стало настолько очевидным, что он был вынужден уйти в отставку и прожил более двадцати лет на пенсии до своей смерти в 1729 году.
Лорд Сэндвич скончался 20 октября 1729 года в возрасте 59 лет. Ему наследовал его 10-летний внук, Джон Монтегю, 4-й граф Сэндвич.

## Брак и дети
11 июля 1689 года он женился на леди Элизабет Уилмот (1674 — 27 июля 1757), дочери Джона Уилмота, 2-го графа Рочестера (1647—1680), и Элизабет Малет (1651—1681). У супругов было двое детей:
- Леди Элизабет Монтегю, которая умерла в младенчестве
- Эдвард Ричард Монтегю, виконт Хинчингбрук (7 июля 1692 — 3 октября 1722), который умер раньше своего отца.